# Вапцаров (филм)
„Вапцаров“ е телевизионен филм от Социалистическа република Македония от 1977 година, посветен на живота на българския комунистически поет и революционер роден във Банско, Пиринска Македония, Никола Йонков Вапцаров.
Филмът е излъчен по Телевизия „Скопие“. Режисьор е Душко Наумовски, а сценарист – Славко Димевски. Филмът представя пропагандно Вапцаров като „македонски национален революционер“, борил се и загинал за „освобождението“ на Пиринска Македония и нейното „обединение“ с Вардарска Македония и Титова Югославия.

## Роли
| Актьор           | Роля                   |
| ---------------- | ---------------------- |
| Дарко Дамевски   | Никола Йонков Вапцаров |
| Нада Гешовска    |                        |
| Владимир Светиев |                        |